# Exilisia punctata
Exilisia punctata är en fjärilsart som beskrevs av George Francis Hampson 1900. Exilisia punctata ingår i släktet Exilisia och familjen björnspinnare. Inga underarter finns listade i Catalogue of Life.